# Matteo Giupponi
Matteo Giupponi (Bergamo, 8 ottobre 1988) è un marciatore italiano, medaglia di bronzo nella marcia 35 km agli Europei di Monaco di Baviera 2022.
Ha partecipato ai Giochi olimpici di Rio de Janeiro 2016, piazzandosi ottavo nella marcia 20 km.

## Palmarès
| Anno | Manifestazione  | Sede           | Evento       | Risultato | Prestazione | Note                                     |
| ---- | --------------- | -------------- | ------------ | --------- | ----------- | ---------------------------------------- |
| 2009 | Europei U23     | Kaunas         | Marcia 20 km | Bronzo    | 1h23'00"    |                                          |
| 2013 | Mondiali        | Mosca          | Marcia 20 km | 13º       | 1h23"27"    | Miglior prestazione personale stagionale |
| 2014 | Europei         | Zurigo         | Marcia 20 km | 18º       | 1h25'08"    |                                          |
| 2015 | Mondiali        | Pechino        | Marcia 50 km | 17º       | 3h53'23"    |                                          |
| 2016 | Giochi olimpici | Rio de Janeiro | Marcia 20 km | 8º        | 1h20'27"    | Miglior prestazione personale            |
| 2016 | Giochi olimpici | Rio de Janeiro | Marcia 50 km | dnf       | dnf         |                                          |
| 2017 | Mondiali        | Londra         | Marcia 20 km | 48º       | 1h25'20"    | Miglior prestazione personale stagionale |
| 2019 | Mondiali        | Doha           | Marcia 20 km | 25º       | 1h34'29"    |                                          |
| 2022 | Europei         | Monaco         | Marcia 35 km | Bronzo    | 2h30'34"    | Miglior prestazione personale            |
| 2023 | Mondiali        | Budapest       | Marcia 35 km | 20º       | 2h34'58"    | Miglior prestazione personale stagionale |

## Campionati nazionali
2004
- Oro ai campionati italiani allievi, marcia 10 km - 44'50"

2005
- Oro ai campionati italiani allievi, marcia 10 km - 42'59"

2006
- Oro ai campionati italiani juniores, marcia 10 km - 43'59"

2007
- Oro ai campionati italiani juniores, marcia 10 km - 42'10"

2008
- Bronzo ai campionati italiani promesse indoor, marcia 5000 m - 20'25"61

2009
- Argento ai campionati italiani assoluti, marcia 20 km - 1h25"48
- Oro ai campionati italiani promesse, marcia 10000 m - 42'00"78
- Oro ai campionati italiani promesse indoor, marcia 5000 m - 20'27"76

2012
- Argento ai campionati italiani assoluti, marcia 10 km - 39'57"

2013
- Oro ai campionati italiani assoluti, marcia 10000 m - 40'40"42

2014
- Bronzo ai campionati italiani assoluti, marcia 10 km - 40'44"
- Oro ai campionati italiani assoluti, marcia 50 km - 3h51'49"
- Oro ai campionati italiani indoor, marcia 5000 m - 19'51"07

2021
- Argento ai campionati italiani assoluti, marcia 20 km - 1h21'46"
- Bronzo ai campionati italiani assoluti, marcia 50 km - 4h07'01"

2022
- Oro ai campionati italiani assoluti, marcia 35 km - 2h52'24"

## Altre competizioni internazionali
2016
- 7º ai Mondiali a squadre di marcia ( Roma), marcia 50 km - 3h52'27"

2019
- 14º in Coppa Europa di marcia ( Alytus), marcia 20 km - 1h23'49"

2021
- 12º agli Europei a squadre di marcia ( Poděbrady), marcia 20 km - 1h21'52"

2022
- 14º ai Mondiali a squadre di marcia ( Mascate), marcia 35 km - 2h40'34"